# Fissidens dubyanus
Fissidens dubyanus là một loài Rêu trong họ Fissidentaceae. Loài này được A. Jaeger mô tả khoa học đầu tiên năm 1876.